# Mustique

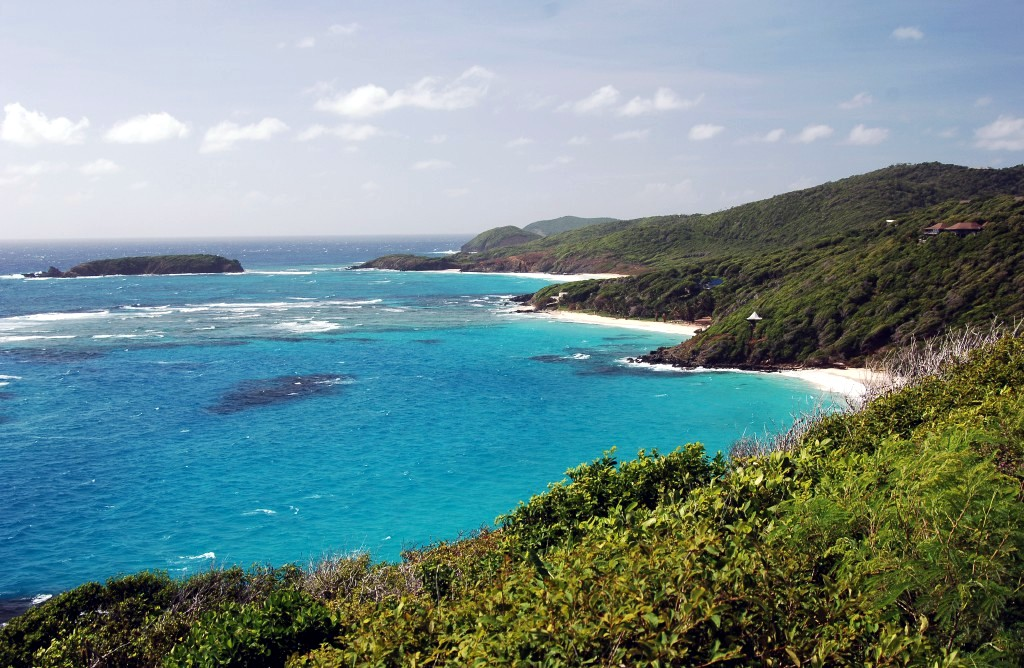
Vista de uma das praias da Ilha Mustique, São Vicente e Granadinas.

Mustique é uma das ilhas Granadinas, situadas no mar das Caraíbas. A ilha, que pertence a São Vicente e Granadinas, tem 5,7 km² e uma população aproximadamente de 500 habitantes. A ilha é propriedade privada da empresa Mustique Company, que aí tem dois hotéis, e aluga as 89 "villas" privadas que foram construídas. Devido ao luxo e ao isolamento, Mustique tem atraído um grande número de pessoas famosas, entre as quais se encontram, entre outros, a Margarida, Condessa de Snowdon, Mick Jagger, David Bowie, Bryan Adams, Shania Twain, Kate Moss, David Duchovny e Tea Leoni, Felix Dennis, Tommy Hilfiger, Hugh Grant, Kate Middleton, o Príncipe Guilherme, Robert Worcester, Jack Diamond e Nigella Lawson.
Os Duques de Cambridge, Guilherme e Catherine também escolhem frequentemente este destino para passar férias.
A Rainha Elizabeth II e o seu marido Príncipe Filipe fizeram uma visita particular a Mustique na década de 1960 .
O artista alemão Stefan Szczesny é um dos residentes na ilha.

## Imagens

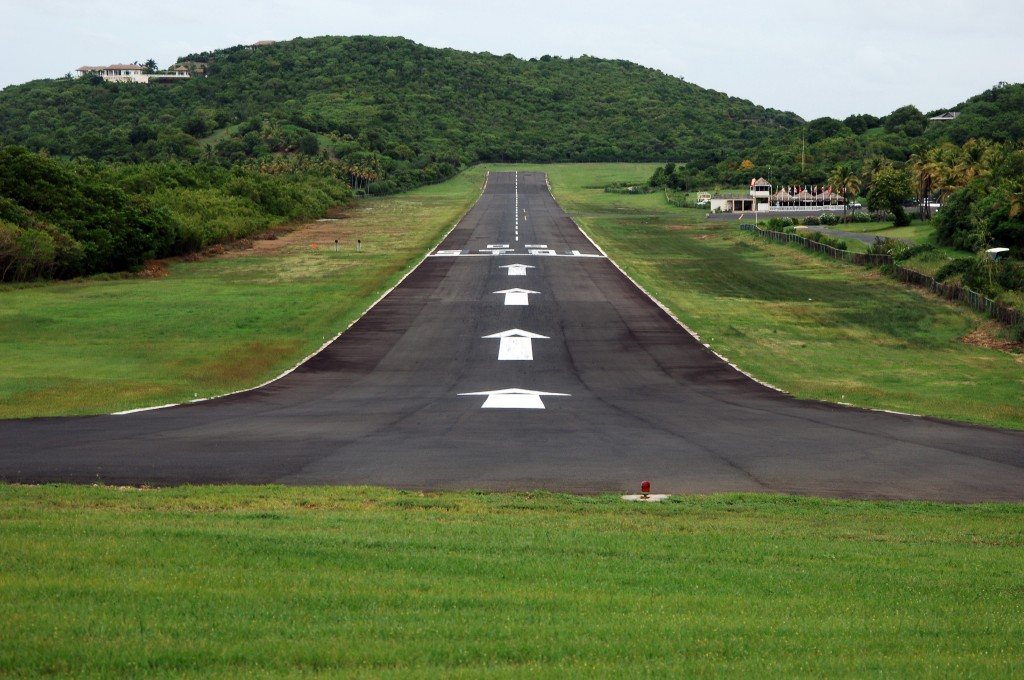
Aeroporto Internacional de Mustique
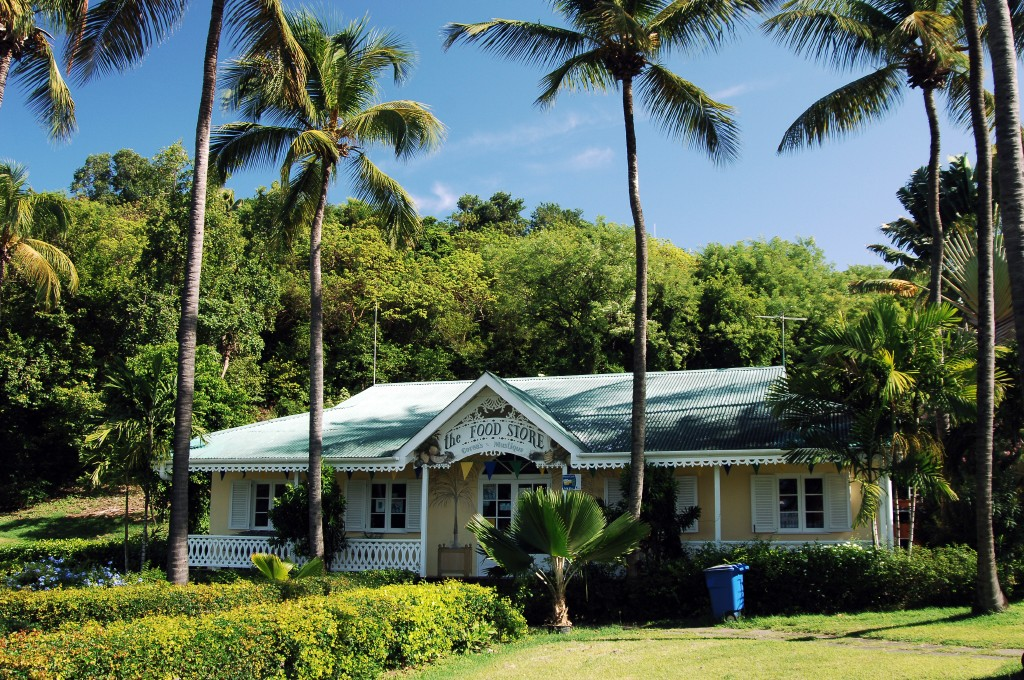
Loja
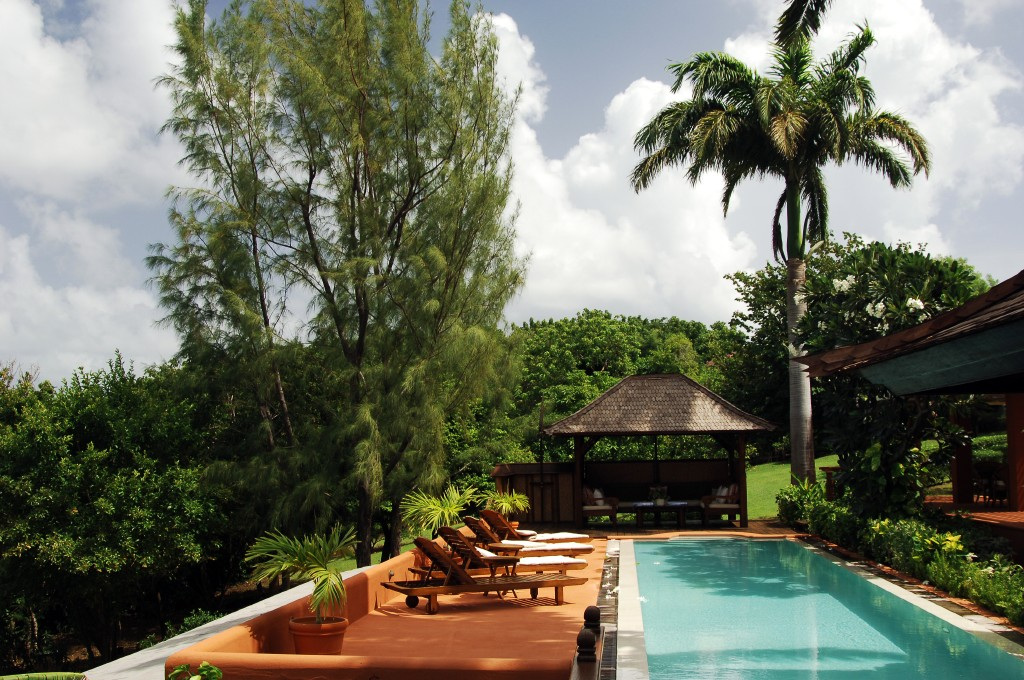
Uma villa